# Liste der Gouverneure von Jammu und Kashmir
Die folgende Tabelle listet die Gouverneure des Bundesstaates Jammu und Kashmir seit Schaffung des Amtes im Jahre 1965 mit jeweiliger Amtszeit auf. Nach dem erklärten Anschluss Jammu und Kashmirs an Indien durch Maharaja Hari Singh (1895–1961) blieb dieser bis 1952 repräsentatives Oberhaupt. Von 1952 bis 1965 hatte sein Sohn Karan Singh, der bereits seit 1949 als Regent agiert hatte, als Sadr-e Riyasat diese Position inne. Am 30. März 1965 wurde er erster Gouverneur des Bundesstaates.
Ein im August 2019 verabschiedetes Gesetz hat den Bundesstaat Jammu und Kashmir am 31. Oktober 2019 in zwei Unionsterritorien reorganisiert: Jammu und Kashmir und Ladakh.

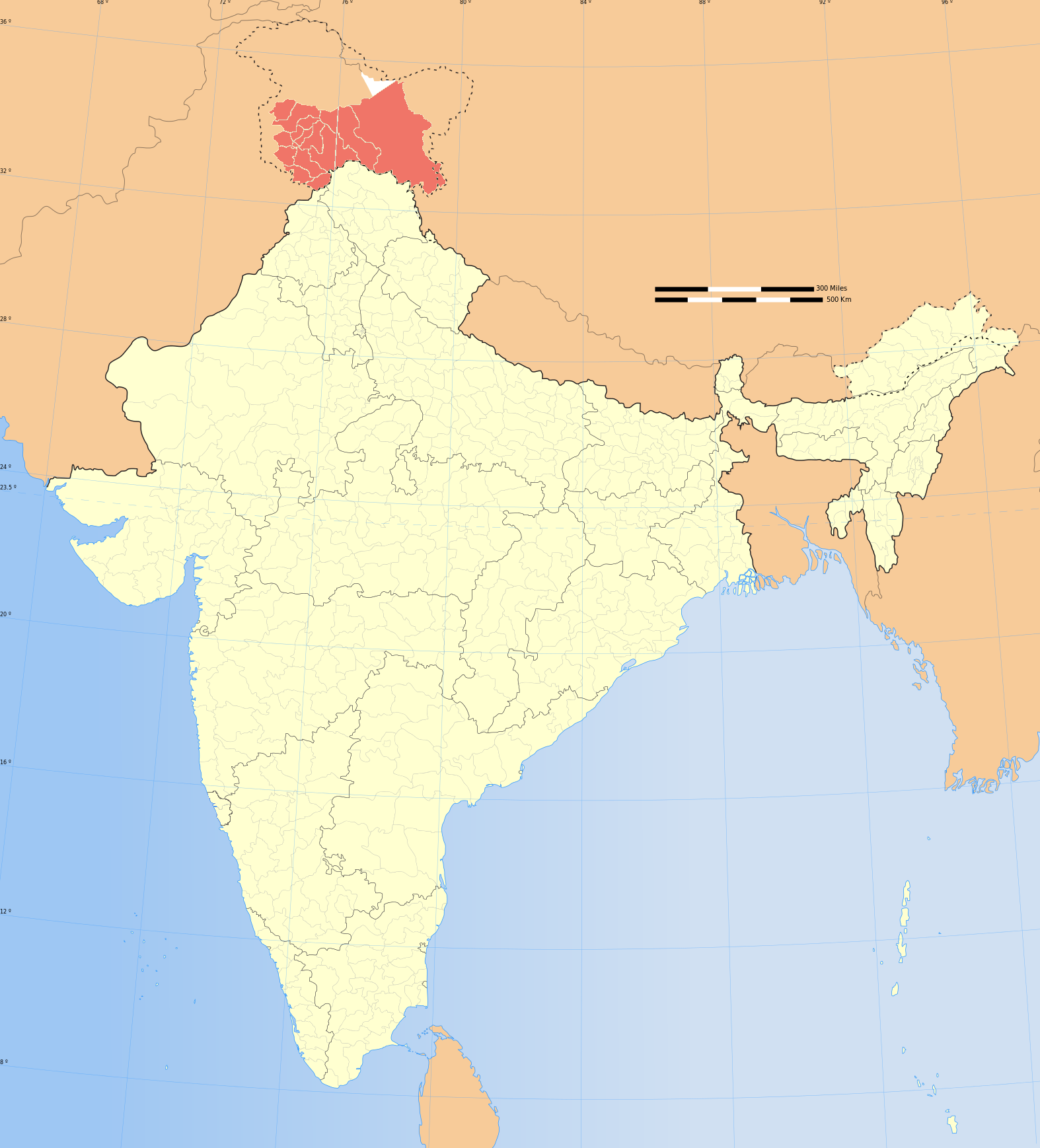
Jammu und Kashmir in Indien

| #  | Name                              | Amtsantritt      | Ende der Amtszeit |
| -- | --------------------------------- | ---------------- | ----------------- |
| 1  | Karan Singh (* 1931)              | 30. März 1965    | 14. März 1967     |
| 2  | Janki Nath Wazir                  | 15. März 1967    | 14. Mai 1967      |
| 3  | Bhagwan Sahay (1905–1986)         | 15. Mai 1967     | 2. Juli 1973      |
| 4  | Lakshmi Kant Jha (1913–1988)      | 3. Juli 1973     | 21. Februar 1981  |
| 5  | Braj Kumar Nehru (1909–2001)      | 22. Februar 1981 | 19. Februar 1984  |
| 6  | V. Khalid (* 1922)                | 20. Februar 1984 | 2. März 1984      |
| 7  | Braj Kumar Nehru (1909–2001)      | 3. März 1984     | 25. April 1984    |
| 8  | Jagmohan (1927–2021)              | 26. April 1984   | 10. Juli 1989     |
| 9  | K. V. Krishna Rao (1923–2016)     | 11. Juli 1989    | 18. Januar 1990   |
| 10 | Jagmohan (1927–2021)              | 19. Januar 1990  | 25. Mai 1990      |
| 11 | Girish Chandra Saxena (1928–2017) | 26. Mai 1990     | 12. März 1993     |
| 12 | K. V. Krishna Rao (1923–2016)     | 13. März 1993    | 1. Mai 1998       |
| 13 | Girish Chandra Saxena (1928–2017) | 2. Mai 1998      | 3. Juni 2003      |
| 14 | Srinivas Kumar Sinha (1926–2016)  | 4. Juni 2003     | 24. Juni 2008     |
| 15 | Narinder Nath Vohra (* 1936)      | 25. Juni 2008    | 23. August 2018   |
| 16 | Satya Pal Malik (1946–2025)       | 23. August 2018  | 30. Oktober 2019  |